# Löpsjön, Södermanland
Löpsjön är en våtmark, tidigare sjö i Katrineholms kommun i Södermanland och ingår i Nyköpingsåns huvudavrinningsområde.